# Pseudoprosopis claessensii
Pseudoprosopis claessensii är en ärtväxtart som först beskrevs av De Wild., och fick sitt nu gällande namn av Georges Charles Clément Gilbert och Raymond Boutique. Pseudoprosopis claessensii ingår i släktet Pseudoprosopis och familjen ärtväxter. Inga underarter finns listade i Catalogue of Life.